# Aleksandr Kutyin
Bản mẫu:Eastern Slavic name
Aleksandr Stanislavovich Kutyin (tiếng Nga: Александр Станиславович Кутьин; sinh ngày 13 tháng 2 năm 1986) là một cầu thủ bóng đá người Nga. Anh thi đấu cho FC Yenisey Krasnoyarsk.

## Danh hiệu
- Giải bóng đá Quốc gia Nga top scorer: 2013–14.
- Giải bóng đá chuyên nghiệp quốc gia Nga Zone Center top scorer: 2012–13.